# سالوی (مینه‌سوتا)
سالوی، مینه‌سوتا (به انگلیسی: Solway, Minnesota) یک شهر در ایالات متحده آمریکا است که در شهرستان بلترامی، مینه‌سوتا واقع شده‌است.

## خصوصیات
سالوی ۲٫۶۷ کیلومترمربع مساحت و ۹۶ نفر جمعیت دارد و ۴۴۲ متر بالاتر از سطح دریا واقع شده‌است.